# Балка Соловйова
Балка Соловйова — балка (річка) в Україні у Солонянському районі Дніпропетровської області. Права притока річки Комишуватої Сури (басейн Дніпра).

## Опис
Довжина балки приблизно 9,30 км, найкоротша відстань між витоком і гирлом — 7,52 км, коефіцієнт звивистості річки — 1,24 . Формується декількома балками та загатами. На деяких ділянках балка пересихає.

## Розташування
Бере початок у селі Водяне. Тече переважно на північний захід і в селищі Новопокровка впадає в річку Комишувату Суру, праву притоку річки Мокрої Сури.
Населені пункти вздовж берегової смуги: Червоний Яр, Товариський Труд.

## Цікаві факти
- У XX столітті на балці існували колгоспний двір, скотні двори, водокачка, молочно-тваринна ферма (МТФ), газгольдери та газові свердловини[2], а у XIX столітті — багато вітряних млинів[1].